# NORD (операционная система)
NORD — операционная система для советских персональных компьютеров БК-0010, БК-0010-01, БК-0011 и БК-0011М. Первоначально было две отдельные версии системы — для БК-0010(01) и для БК-0011(М), которые поддерживали диски до 16 Мб, потом вышла специальная «винчестерная» версия, работающая со всеми компьютерами линейки и способная работать с дисками до 32 МБ, разбивая их на до 20 логических разделов. В ОС NORD использовалась популярная на БК файловая система MicroDOS. Функции ввода-вывода и Norton Commander-подобная оболочка были интегрированы в ядро системы. В поставке для БК-0011(М) система комплектовалась СУБД NORD BASE. ОС NORD была достаточно популярна.